# Lista de episódios de Ben and Kate
Segue a lista de episódios da série de televisão Ben and Kate.

## Resumo
| Temporada | Temporada            | Episódios | Primeira exibição          | Última exibição |
| --------- | -------------------- | --------- | -------------------------- | --------------- |
|           | #1ª Temporada (2012) | TBA       | 25 de setembro de 2012 TBA | TBA TBA         |

## Lista de episódios

### 1ª Temporada (2012)
| # | Título            | Direção                         | Roteiro          | Data de estreia | Cód. de produção |  |
| --- | ----------------- | ------------------------------- | ---------------- | --------------- | ---------------- |  |
| |                   |                                 |                  |                 |                  |  |
| 1 | "Pilot"           | Jake Kasdan                     | Dana Fox         | 25/9/12 TBA     | 1AVE79           |  |
| Ben Fox descobre que sua ex-namorada, Darcy, vai se casar, ele então se prepara para acabar com o casamento. Enquanto isso, Kate recebe conselhos de sua amiga BJ sobre como ficar mais sexy para seu primeiro encontro com George (Jon Foster), mas acaba dando errado. Ben descobre que George está traindo Kate. Ben conta para Kate sobre a infidelidade de George. George arruma uma desculpa esfarrapada sobre o motivo de estar com outra mulher, então Kate rompe com ele. Ben tem apenas 15 minutos para acabar com o casamento, mas é tarde demais. Ben decide morar com Kate e sua filha Maddie. |                   |                                 |                  |                 |                  |  |
| 2 | "Bad Cop/Bad Cop" | Jake Kasdan                     | Dana Fox         | 2/10/12 TBA     | 1AVE01           |  |
| Ben termina estabelecendo-se na casa de Kate. Kate mente sobre seu endereço para que Maddie possa estudar em uma escola melhor, mas quando a história é descoberta, ela admite a verdade ao diretor da escola. Kate diz a Ben que ele precisa ser mais rigoroso com Maddie. |                   |                                 |                  |                 |                  |  |
| 3 | "The Fox Hunt"    | Gail Mancuso                    | John Quaintance  | 9/10/12 TBA     | 1AVE02           |  |
| Ben e Kate discutem sobre o fato de Kate ser, supostamente, a "abelha operária", e ele o "rei". Kate está incomodada com o fato de Ben se achar superior a ela, ela então decide provar que ela é melhor do que ele e finalmente, vencê-lo na "Fox Hunt", uma disputa seu avô propor quando eram crianças. Kate e BJ disputam contra Ben e Tom para ver quem sai vitorioso. |                   |                                 |                  |                 |                  |  |
| 4 | "21st Birthday"   | David Katzenberg                | David Feeney     | 16/10/12 TBA    | 1AVE03           |  |
| Ben faz uma festa para Kate de 21 anos atrasado. Ben descobre que Darcy se mudou para a casa de seus pais, com seu marido, um sonho que ela e Ben tinham quando estavam namorando. |                   |                                 |                  |                 |                  |  |
| 5 | "Emergency Kit"   | Dana Fox                        | Peter Sollett    | 23/10/12 TBA    | 1AVE04           |  |
| Ben cria uma falsa situação de emergência para provar para Kate que ela não precisa estar preparada para tudo. Ben continua se encontrando sem querer com sua ex-namorada Louise. Kate tenta convencer BJ a não passar a noite com seu patrão após terem um primeiro encontro. |                   |                                 |                  |                 |                  |  |
| 6 | "Scaredy Kate"    | Matt Fusfeld & Alex Cuthbertson | Fred Goss        | 30/10/12 TBA    | 1AVE05           |  |
| Kate e BJ são convidadas para a festa de Halloween do vizinho de Kate. Sabendo que Kate gosta dele, BJ tenta ajudá-la a ser mais sedutora. Ben e Tommy decidem ficar em casa para distribuir doces e assim conhecer mães bonitas, mas tudo da errado quando Tommy come um doce de Amsterdam de BJ. Kate conhece Will, um pai solteiro que tem muito em comum com ela. |                   |                                 |                  |                 |                  |  |
| 7 | "Career Day"      | Jay Chandrasekhar               | Lorene Scafaria  | 13/11/12 TBA    | 1AVE06           |  |
| Ben tenta vender vinhos antes de participar do dia da carreira na escola de Maddie. Ben se intromete no relacionamento de Kate e Will. BJ percebe que seus colegas de trabalho não gostam dela. |                   |                                 |                  |                 |                  |  |
| 8 | "Reunion"         | Daisy Mayer                     | Lindsey Shockley | 20/11/12 TBA    | 1AVE07           |  |
| A turma vai a uma festa de Ação de Graças o que faz Kate relembrar péssimos momentos da época de escola. |                   |                                 |                  |                 |                  |  |
| 9 | "Guitar Face"     | -                               | -                | 27/11/12 TBA    | -                |  |
| - |                   |                                 |                  |                 |                  |  |
| 10 | "-"               | -                               | -                | 4/12/12 TBA     | -                |  |
| - |                   |                                 |                  |                 |                  |  |